# Freistaat Anhalt
Der Freistaat Anhalt, ab 1934 Land Anhalt, bestand von 1918 bis 1945 als Land des Deutschen Reiches. Es war in der Weimarer Republik Nachfolger des Herzogtums Anhalt im Deutschen Kaiserreich. 1945 wurde das Land Anhalt mit Teilen Braunschweigs und Thüringens der preußischen Provinz Sachsen angeschlossen, ab 1947 bildete diese das neue Land Sachsen-Anhalt.

## Entwicklung
Am 12. November 1918 wurde aus dem Herzogtum Anhalt eine Republik, da Prinzregent Aribert von Anhalt nach Straßendemonstrationen im Namen des noch minderjährigen Herzogs Joachim Ernst von Anhalt und der gesamten anhaltischen Fürstenfamilie auf den Thron verzichtete. Die Abdankung folgte der Bildung eines Arbeiter- und Soldatenrats in Dessau unter dem Vorsitz von Bürgermeister Fritz Hesse am 9. November 1918. Am 14. November kam es zur Bildung einer vorläufigen Regierung aus SPD und DDP unter Führung von Wolfgang Heine (SPD).
Bei der Wahl zur konstituierenden (= verfassunggebenden) Landesversammlung am 15. Dezember 1918 erhielt die SPD eine absolute Mehrheit (58,03 %) der Wählerstimmen, setzte die Koalition mit der DDP aber fort. Die von der Landesversammlung erarbeitete Verfassung für Anhalt wurde am 18. Juli 1919 beschlossen.
Bei den Landtagswahlen am 24. April 1932 wurde die NSDAP mit 15 Mandaten (sechs Mandatsträger waren aus Dessau) stärkste Fraktion. Mit Hilfe der bürgerlichen Rechten wurde am 21. Mai Alfred Freyberg (NSDAP) zum Ministerpräsidenten einer NSDAP/DNVP-Koalition gewählt. Freyberg war der erste nationalsozialistische Ministerpräsident in Deutschland. Unter der nationalsozialistischen Gewaltherrschaft musste unter anderem das Bauhaus in Dessau seinen Lehrbetrieb einstellen. De facto büßten alle Länder des Deutschen Reiches ihre Eigenständigkeit bereits mit dem Gleichschaltungsgesetz vom 31. März 1933 ein. Mit dem Gesetz über den Neuaufbau des Reichs vom 30. Januar 1934 gingen die Hoheitsrechte aller deutschen Länder auf das Reich über.
Nach dem Zweiten Weltkrieg verlor Anhalt seine Eigenständigkeit und wurde am 20. Oktober 1946 mit der ehemaligen preußischen Provinz Sachsen zur Provinz Sachsen-Anhalt zusammengeschlossen.
Nach der deutschen Wiedervereinigung führte die Kreisreform 1994 innerhalb des Landes Sachsen-Anhalt zur Einrichtung des Landkreises Anhalt-Zerbst, so dass der historische Name „Anhalt“ nicht nur im Landesnamen, sondern auch in einem Kreisnamen weiterlebte; in einer neuerlichen Kreisreform wurde dieses Gebiet am 1. Juli 2007 dem neu gebildeten Landkreis Anhalt-Bitterfeld zugeschlagen, wodurch Anhalt als Bestandteil auch dieses neuen Kreisnamens weiterlebt (obwohl Teile des Landkreises, wie etwa Bitterfeld, nie zum historischen Anhalt gehörten). Das Gebiet der Evangelischen Landeskirche Anhalts entspricht noch heute dem ehemaligen Herzogtum bzw. Freistaat Anhalt.

## Politik

### Landtag
Der Landtag des Freistaates Anhalt hatte seinen Sitz in Dessau. Dessen konstituierende Sitzung war am 20. Februar 1919. Die Legislaturperioden dauerten ab 1923 vier Jahre, davor nur drei Jahre. Es gab als Wahlsystem ein Verhältniswahlrecht, jedoch mit geschlossenen Listen. Als Rechenverfahren wurde das Hare/Niemeyer-Verfahren benutzt. Im Reichsrat hatte das Land eine Stimme.

### Ministerpräsident
Die Präsidenten des Staatsrates 1918–1922 bzw. Ministerpräsidenten des Freistaates Anhalt 1922–1933 bzw. des Landes Anhalt 1933–1945:
- 14. November 1918 bis 23. Juli 1919: Wolfgang Heine, SPD
- 23. Juli 1919 bis 9. Juli 1924: Heinrich Deist, SPD
- 9. Juli 1924 bis 25. November 1924: Willy Knorr, DNVP[7]
- 25. November 1924 bis 21. Mai 1932: Heinrich Deist (2. Amtszeit)
- 21. Mai 1932 bis 8. Januar 1940: Alfred Freyberg, NSDAP[8]
- 8. Januar 1940 bis April 1945: Rudolf Jordan, NSDAP

### Reichsstatthalter
Mit dem Gleichschaltungsgesetz verloren die Länder ihre Souveränität und es wurden folgende Reichsstatthalter für Anhalt und Braunschweig mit Sitz in Dessau eingesetzt:
- 6. Mai 1933 bis 23. Oktober 1935: Wilhelm Loeper
- November 1935 bis 20. April 1937: Fritz Sauckel
- 20. April 1937 bis April 1945: Rudolf Jordan

## Demographie
Der Freistaat zählte im Jahre 1925 351.045 Einwohner auf einer Fläche von 2299 km². 1939 waren es 436.213 Einwohner bei einer Fläche von 2314 km².

## Territoriale Gliederung
- Städte: Ballenstedt, Gernrode, Gröbzig, Güntersberge, Harzgerode, Hoym
Bernburg (Saale), Güsten, Hecklingen, Leopoldshall, Nienburg, Sandersleben
 Dessau, Radegast, Raguhn, Roßlau, Köthen, Zerbst, Coswig
- Exklaven: Großalsleben, Groß- und Klein-Mühlingen, Dornburg, Tilkerode
- Preußische Enklaven: Löbnitz an der Linde, Repau, Pösigk, Schierau mit Priorau und Möst

1942 wurden die preußischen Gemeinden Löbnitz a. d. Linde, Repau, Pösigk, Schierau, Priorau, Möst und Goltewitz in das Land Anhalt eingegliedert sowie die Gemeinden Tilkerode, Unterwiederstedt und Wadendorf in die Provinz Sachsen des Landes Preußen ausgegliedert.

### Verwaltungsgliederung
Anhalt 1918–1945:
- Stadtkreis Bernburg (seit 1933)
- Stadtkreis Dessau (seit 1933)
- Stadtkreis Köthen (seit 1934)
- Stadtkreis Zerbst (seit 1935)
- Landkreis Ballenstedt
- Landkreis Bernburg

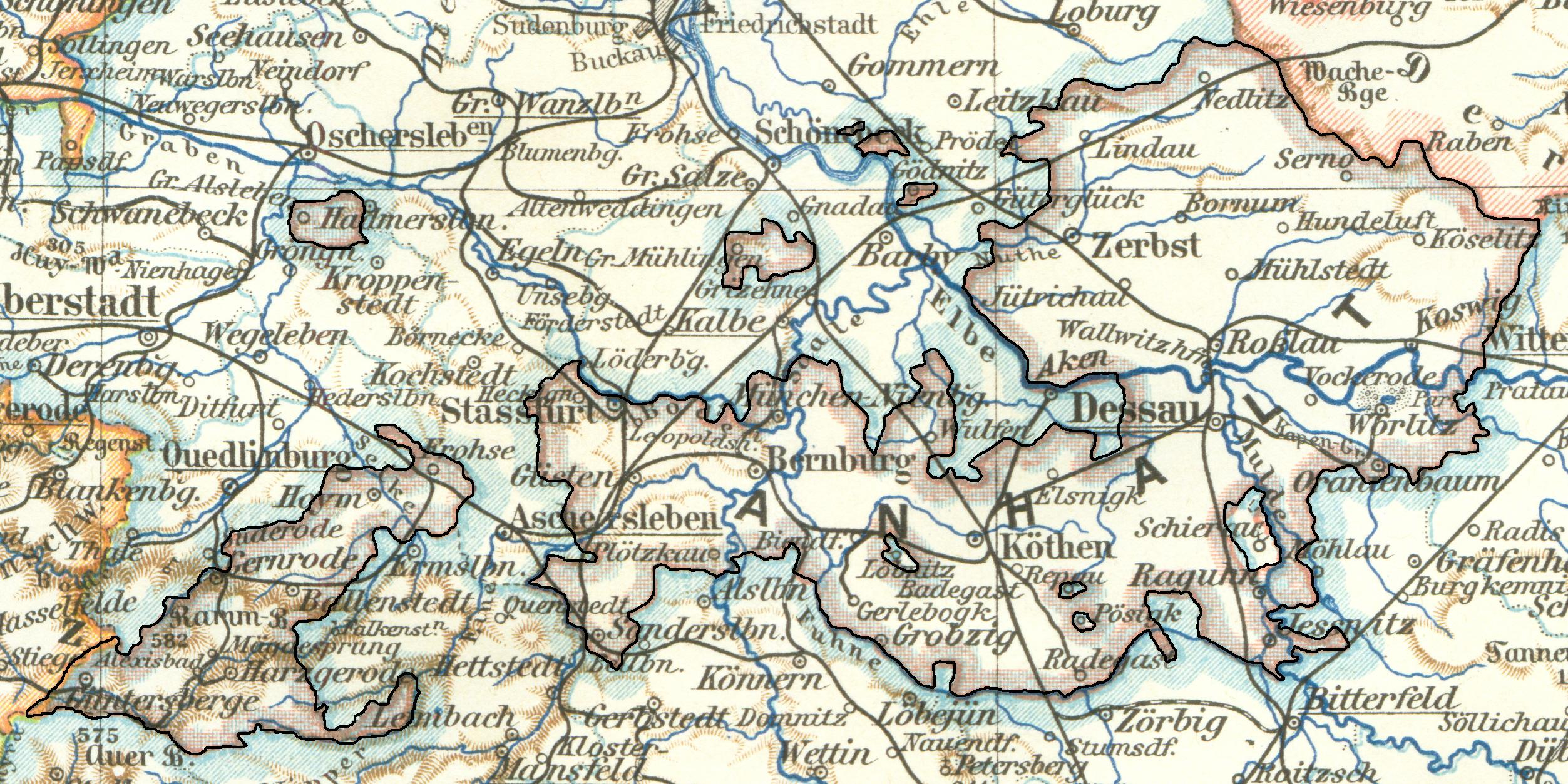
Karte von Anhalt (1897) aus Meyers, alle zu Anhalt gehörigen Gebiete sind schwarz umrandet

- Landkreis Dessau-Köthen (seit 1932)
  - Kreis Dessau (bis 1932)
  - Kreis Köthen (bis 1932)
- Landkreis Zerbst